# Luboš Smrčka
Luboš Smrčka (* 1. února 1961 Jindřichův Hradec) je český politik, původním povoláním biolog, později ekonom a VŠ učitel, od března 2014 do února 2017 místopředseda Strany Práv Občanů.

## Život
Po absolvování Střední zemědělské technické školy Jindřichův Hradec (1976 až 1980) vystudoval Agronomickou fakultu Vysoké školy zemědělské v Praze (promoval v roce 1984 a získal tak titul Ing.). V roce 1989 pak na Ústavu experimentální biologie Československé akademie věd dosáhl na titul CSc. v oboru zemědělská fytopatologie a ochrana rostlin. V roce 2013 se úspěšně habilitoval.
V letech 1984 až 1992 pracoval jako odborný asistent v Ústavu experimentální biologie ČSAV. Zabýval se izolací virů z přirozených zdrojů a jejich identifikací. Mezi lety 1993 až 2006 soukromě podnikal. Byl daňovým poradcem, makléřem, certifikovaným bilančním účetním, soudním znalcem v oboru ekonomiky a účetním a daňovým expertem. Vedle toho byl státem jmenovaným nuceným správcem (tj. likvidátorem) investičních společností CS Fondy a Futurum a správcem konkursní podstaty řady obchodních společností (např.: WECOM, a.s.; SG-Industry, a.s.; Geofyzika, a.s.).
Od roku 2006 působí jako odborný asistent na Katedře podnikové ekonomiky a Katedře Arts managementu Fakulty podnikohospodářské Vysoké školy ekonomické v Praze.
Luboš Smrčka je ženatý. S manželkou Evou mají tři děti - dcery Hanu (* 1989) a Růženu (* 1997) a syna Mikuláše (* 2003).

## Politické působení
Byl členem Strany Práv Občanů.
Ve volbách do Poslanecké sněmovny PČR v roce 2013 kandidoval za SPOZ v Hlavním městě Praze na druhém místě kandidátky, ale neuspěl (strana se do Poslanecké sněmovny PČR nedostala).
Na konci března 2014 byl zvolen na mimořádném sjezdu v Praze místopředsedou Strany Práv Občanů pro odborné komise. Funkci zastával do února 2017.
V komunálních volbách v říjnu 2014 kandidoval za Stranu Práv Občanů do Zastupitelstva Hlavního města Prahy. Jakožto lídr kandidátky byl i kandidátem strany na post pražského primátora. Strana však získala pouze 0,10 % hlasů a do zastupitelského sboru se vůbec nedostala.